# 彭黯
彭黯（1487年—？年），字道顯，號草亭，江西吉安府安福縣人，明朝政治人物。

## 生平
治《易經》，行五，由國子生中式正德八年（1513年）癸酉科江西鄉試第十六名舉人，年三十七歲中式嘉靖二年（1523年）癸未科會試第一百五十名，第二甲第四十九名進士。授礼部祠祭司主事，历升光禄寺寺丞，十五年六月升本寺少卿，十九年十二月升南京太常寺少卿，丁忧归。二十四年四月服阕，起为太常寺少卿、提督四夷馆，二十五年正月升南京光禄寺卿，十月改北光禄寺卿，二十六年十一月升为都察院右佥都御史、巡抚山东，二十七年十二月升右副都御史、巡抚河南，二十八年十一月升刑部右侍郎，二十九年六月韃虜入犯京畿，兵部尚书丁汝夔、侍郎杨守谦以防御失事被杀，以刑部侍郎彭黯、左都御史屠侨、大理寺卿沈良才议狱迟缓，各杖四十，降级五等。三十年正月升兵部左侍郎、兼都察院右佥都御史、巡抚应天，三十二年十一月升南京工部尚书，三十三年二月被劾逮治，尋黜为民。

## 家族
曾祖彭沂淵。祖父彭鈺。父彭如相。母劉氏。慈侍下。弟彭點。